# LA Aluminios-Antarte/Saison 2013
Dieser Artikel listet Erfolge und Fahrer des Radsportteams LA Aluminios-Antarte in der Saison 2013 auf.

## Erfolge in der UCI Europe Tour
| Datum    | Rennen                      | Kat. | Sieger           |
| -------- | --------------------------- | ---- | ---------------- |
| 24. März | 5. Etappe Volta ao Alentejo | 2.2  | António Carvalho |

## Zugänge – Abgänge
| Zugänge                     | Team 2012                              | Abgänge             | Team 2013                 |
| --------------------------- | -------------------------------------- | ------------------- | ------------------------- |
| António Amorim              | Efapel-Glassdrive                      | José Mendes         | Team NetApp-Endura        |
| Luis Afonso                 | Neoprofi                               | Bruno Sancho        | Banco BIC-Carmim          |
| António Carvalho            | Neoprofi                               | Virgilio dos Santos | Rádio Popular-Onda        |
| André Mourato               | Neoprofi                               | Enrique Salgueiro   | Club Ciclista Rias Baixas |
| Rafael Silva                | Neoprofi                               |                     |                           |
| Pedro Paulinho (ab 1. Juni) | Liberty Seguros - Santa Maria da Feira |                     |                           |

## Mannschaft
| Name             | Geburtstag        | Nationalität |
| ---------------- | ----------------- | ------------ |
| Luis Afonso      | 14. Januar 1990   | Portugal     |
| António Amorim   | 19. Mai 1985      | Portugal     |
| Marcio Barbosa   | 20. Februar 1986  | Portugal     |
| António Carvalho | 25. Oktober 1989  | Portugal     |
| André Mourato    | 1. Mai 1990       | Portugal     |
| Pedro Paulinho   | 27. Mai 1990      | Portugal     |
| Edgar Pinto      | 27. August 1985   | Portugal     |
| Hugo Sabido      | 14. Dezember 1979 | Portugal     |
| Hugo Sancho      | 14. Dezember 1979 | Portugal     |
| Bruno Silva      | 17. Mai 1988      | Portugal     |
| Rafael Silva     | 14. November 1990 | Portugal     |